# The Marcellini Millions
The Marcellini Millions er en amerikansk stumfilm fra 1917 af Donald Crisp.

## Medvirkende
- George Beban som Guido Bartelli
- Helen Jerome Eddy som Antoinetta Bartelli
- Pietro Sosso som Leo Marcellini
- Henry Woodward som Wade Crosby
- Fred Huntley som Mr. Hargrave